# Matsjásana

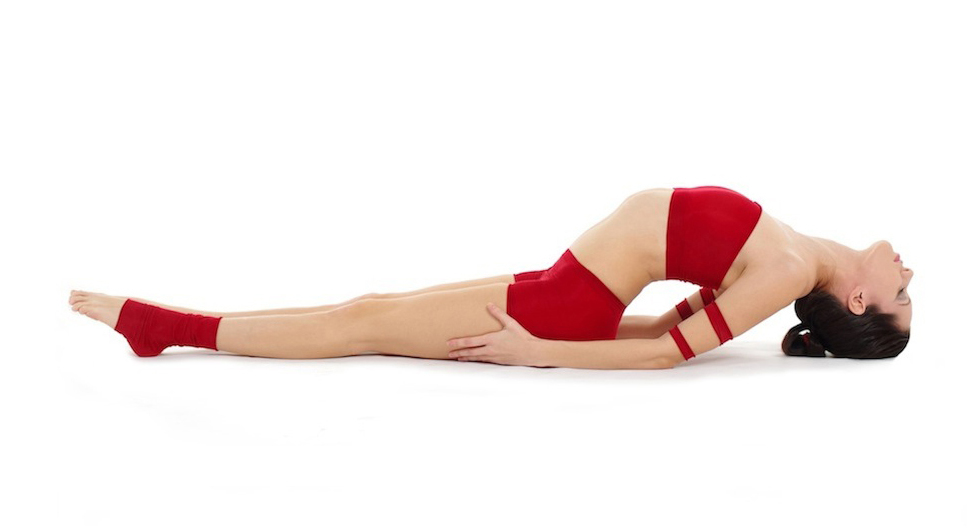
Matsjásana

Matsjásana (मत्स्यासन) neboli „ryba“ je jednou z ásan.

## Etymologie
Název pochází ze sanskrtského slova matsja (मत्स्य) – ryba a asana (आसन) – posed/pozice.

## Popis
- do pozice se vchází z lehu na zádech
- napnuté paže se zasunou pod tělo, dlaně pod hýžděmi a otočené k podlaze, lokty stažené k sobě.
- zatlačit do loktů, stáhnout lopatky k sobě a zvednout hrudník nahoru
- vytvořit z hrudníku velký oblouk, hlavu uvolnit do záklonu a opřít ji o temeno a natáhnout nohy.